# Sergej Stadler
Sergej Valentínovič Stadler (in russo Серге́й Валенти́нович Ста́длер?; Leningrado, 20 maggio 1962) è un violinista, docente e direttore d'orchestra russo.

## Biografia
Sergej Stadler inizia a studiare il violino sotto la guida del padre, violinista dell’Orchestra filarmonica di Leningrado e docente di violino in una propria scuola privata. Dai nove anni, Stadler prosegue gli studi con Boris Sergeev, Michail Vajman e Boris Gutnikov al Conservatorio di Leningrado. Stadler si diploma alla Scuola Speciale di Musica del Conservatorio di Leningrado e inizia il corso post-diploma nello stesso Conservatorio. 
Nel 1977 ha vinto il primo premio al Concorso Internazionale di Praga «Concertino Praha». Completa gli studi post-diploma con Viktor Tret'jakov al Conservatorio di Mosca e si perfeziona privatamente con Leonid Kogan.
Nell’arco di pochi anni Stadler ottiene diversi premi in concorsi internazionali: il secondo premio al Concorso internazionale Long-Thibaud a Parigi; il secondo premio al Concorso Sibelius a Helsinki, il primo premio al Concorso internazionale Čajkovskij di Mosca.
Si è imposto rapidamente come una figura di spicco della nuova generazione dei violinisti russo-sovietici. Oltre ad eseguire un repertorio tradizionalmente da virtuoso, dedica molto interesse alla musica russa, anche quella poco nota. Per un breve periodo ha insegnato al Conservatorio di Leningrado, ed è stato il rettore dello stesso Conservatorio. Nell’ultimo decennio ha alternato il violino alla direzione d’orchestra. Dal 2013 dirige l’Orchestra Sinfonica di San Pietroburgo. 